# Acryptolaria minuta
Acryptolaria minuta is een hydroïdpoliep uit de familie Lafoeidae. De poliep komt uit het geslacht Acryptolaria. Acryptolaria minuta werd in 2003 voor het eerst wetenschappelijk beschreven door Watson. 